# コリンウズラ

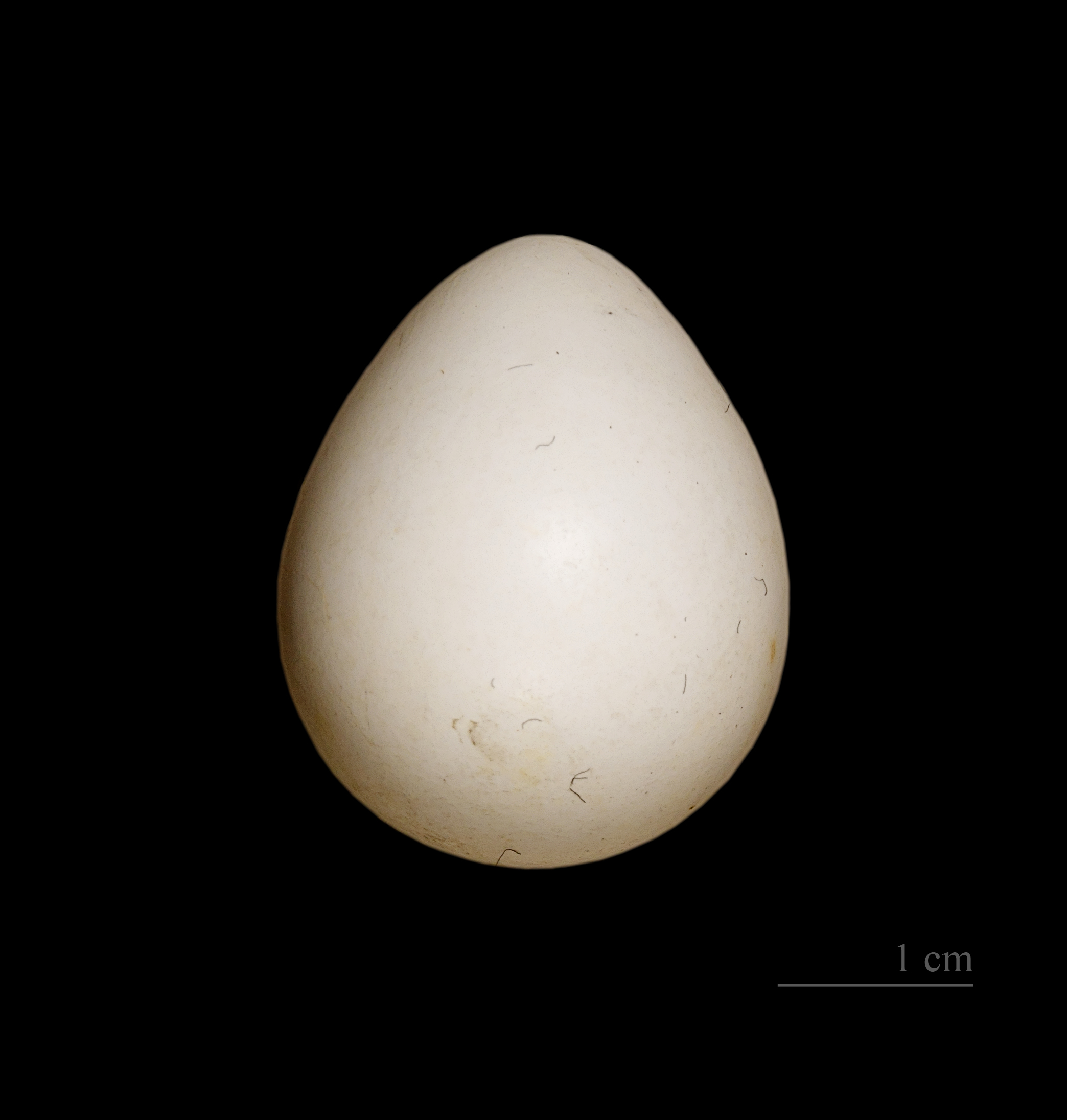
コリンウズラの卵

コリンウズラ（コリン鶉、学名：Colinus virginianus）は、キジ目ナンベイウズラ科に分類される鳥類の一種。

## 分布
アメリカ中東部、メキシコ
狩猟目的や飼育用に日本へ輸入され、猟犬の訓練用に放たれたものが野生化したといわれている。現在、神奈川県や大阪府で確認されており、神奈川県では定着している可能性が高い。日本以外でもドミニカ共和国、ハイチ、イギリス、ニュージーランドなどにも定着している。

## 形態
全長20-25cmと、ウズラより一回り大きい。背中から胸、腹は赤褐色で、羽の縁は白色または黒色である。雄は額とくちばしの付け根、眼下部分は黒色で、のど、眉斑は白色であるが、雌は淡い黄色である。21の亜種に分けられており、北部のものほどサイズは大きくなる。鳴き声はBob-whiteと聞こえ、英名の由来となっている。

## 生態
原産地では、マツ林などの開けた林や農地、草地、牧場などに生息している。ドングリやアザミ、エノコログサなどの植物の種子のほか、農地ではコムギやトウモロコシなどの穀物を食べる。4月から6月が繁殖盛期であり、繁殖期には昆虫類が重要な餌となっている。地面の窪みに枯れ草を敷き巣を作る。一回の産卵数は10-15個ほどである。